# Dragelji
Dragelji je naseljeno mjesto u sastavu općine Bosanska Gradiška, Republika Srpska, BiH.

## Stanovništvo
| Dragelji           |              |
| Godina popisa      | 1991.        |
| Srbi               | 207 (88,09%) |
| Hrvati             | 0            |
| Muslimani          | 0            |
| Jugoslaveni        | 16 (6,81%)   |
| ostali i nepoznato | 12 (5,10%)   |
| ukupno             | 235          |